# Tétrafluoroéthylène

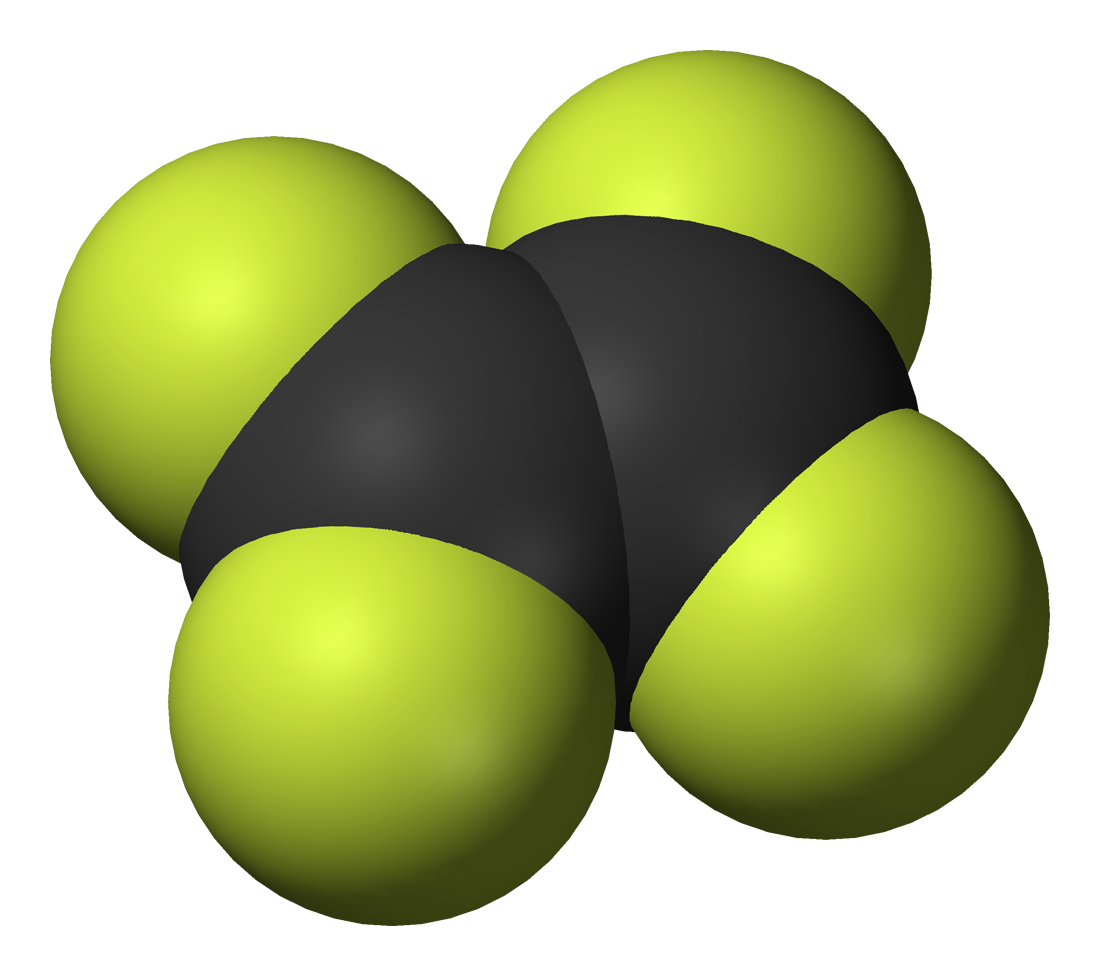
Représentation 3D

Le tétrafluoroéthylène, sigle TFE (ou perfluoroéthène ou perfluoroéthylène ou tétrafluoroéthène), est un corps chimique dérivé de l’éthylène, avec remplacement de chacun des quatre atomes d’hydrogène par un atome de fluor.
À température ambiante, c’est un gaz inodore, sans saveur et incolore.
Comme tous les fluorocarbones insaturés, il est toxique à une certaine dose (DL50 (rat, par inhalation) = 40 000 ppm).
Hautement inflammable lorsqu’exposé à une flamme ou à de la chaleur, il tend à former des peroxydes par réaction avec même des traces d'oxygène, polymérisant ensuite d'une façon implosive par réaction en chaîne. Le tétrafluoroéthylène est donc implosif en contact avec l'air.
Il est utilisé comme monomère pour la fabrication de polymères.

## Usage industriel
On polymérise le tétrafluoroéthylène pour produire du polytétrafluoroéthylène (PTFE) plus connu sous le nom commercial de Téflon, l’un des trois polymères fluorocarbonés entièrement composés de fluor et de carbone, les deux autres étant des résines (le perfluoroalkoxy (PFA) et le fluoroéthylène propylène (FEP)).
Le tétrafluoroéthylène (TFE) est aussi utilisé pour produire des copolymères tels l’ETFE.

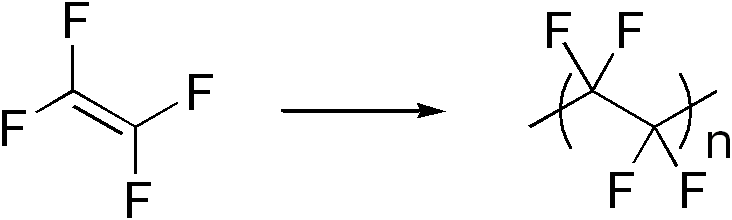
Polymérisation

## Production
Le TFE est produit à partir du chloroforme. Le chloroforme est fluoré par réaction avec le fluorure d'hydrogène pour produire du chlorodifluorométhane (R-22). La pyrolyse du chlorodifluorométhane produit ensuite le TFE.
CHCl3 + 2 HF → CHClF2 + 2 HCl
2 CHClF2 → C2F4 + 2 HCl.

## Sécurité et prévention
Le produit commercial peut contenir du dipentène, du terpinolène, de l'alpha-pinène, du tributylamine normal, du méthacrylate de méthyle, de l'octène-1, du d-limonène et du tétrahydronaphtalène comme inhibiteur.
Les locaux de travail doivent être ventilés, sinon un appareil respiratoire adapté doit être porté. Ce produit doit être utilisé à l'écart de toute source d'ignition (flamme, étincelles, métal chauffé au rouge).

## Santé et environnement
Chez l'animal : l'inhalation peut causer des dommages rénaux (nécrose des tubules proximaux) et causer une perte de poids en cas d'exposition chronique. Le produit peut induire le cancer.
Toxicité : concentration létale 50  (données mises à jour au 1993-07-29)
- CL50 pour le rat :    37 500 ppm pour 4 heures.
- CL50 pour la souris : 35 000 ppm pour 4 heures.
- CL50 pour le cobaye : 28 500 ppm pour 4 heures.

Chez l'Homme :

Irritant respiratoire possible,

gelures possibles au contact du gaz liquéfié.

Les données animales ont fait classer ce produit en cancérigène suspecté chez l'Homme, mais jusqu'ici aucune étude n'a prouvé une relation de cause à effet entre l’exposition au TFE et le cancer humain.
- Évaluation CIRC : l'agent (le mélange) est peut-être cancérogène pour l'homme (groupe 2B).
- Évaluation ACGIH : cancérogène confirmé chez l'animal ; la transposition à l'humain est inconnue (groupe A3).
- Évaluation NTP : la substance est raisonnablement anticipée cancérogène (R).

Une étude chez une seule espèce animale a suggéré que le tétrafluoroéthylène n'avait pas d'effet mutagène.
Des composés fluorés sont retrouvés de plus en plus nombreux dans les organismes vivant, poissons en particulier. Leurs impacts sont encore peu étudiés et compris.